# Попик, Эмма
Эмма Попик (пол. Emma Popik; литературный псевдоним — Эмма Пописс) (9 марта 1949, г. Скемпе, Поморское воеводство (ныне в Куявско-Поморском воеводстве), Польша — 4 февраля 2025) — польская писательница, поэтесса и переводчица. Автор научной фантастики и произведений для детей.

## Биография
Изучала польскую филологию в Гданьском университете. Работала учителем, ассистентом в Высшей Педагогической школе в Быдгоще, затем редактором в Издательстве морского института Гданьска.
Долго жила в Лондоне, совершила ряд поездок по миру. Вернувшись на родину, была главным редактором издательства, в 2000 году основала и до 2011 года редактировала газету «Nowy Kurier Nadbałtycki». Являлась редактором газеты «Gazeta WPiA UG».

## Творчество
Дебютировала в 1983 году. Автор научно-фантастических рассказов, повестей, романов, стихов, эссе, сказок для детей.
Первый том её фантастических рассказов «Только Земля» (пол. «Tylko Ziemia») вышел в 1986. В 1988 — книга «Рапорт» (пол. «Raport»). В 1994 напечатан сборник стихов — «Кипение воздуха» (пол. «Wrzące powietrze»), в 1995 — фантастический роман «Врата страха» (пол. «Bramy strachu»), в 1999 сборник фантастико-паранаучных эссе «Генетика богов» (пол. «Genetyka bogów»), в 2004 — сборник сказок для детей «Вход в сказку» (пол. «Wejście do baśni») и др.
Произведения Э. Попик переведены на ряд иностранных языков: чешский, японский, эсперанто. Сама Э. Попик переводила с английского языка.
Интересовалась и освещала в прессе феномен НЛО, статьи Э. Попик публиковались в США, Великобритании, Китае, Финляндии и др. странах. Являлась членом общества «Mutual UFO Network».
Скончалась 4 февраля 2025 года в возрасте 75 лет.